# Адамов, Григорий Борисович
Григо́рий Бори́сович Ада́мов (при рождении Абра́м-Герш Бо́рухович Гибс, псевдоним — Г. Ада́мов; 6 (18) мая 1886, Херсон — 14 июля 1945, Москва), — русский и советский журналист, редактор, позднее писатель-фантаст. Член СП СССР.

## Биография
Был седьмым ребёнком в семье рабочего-деревоотделочника.
В 15 лет вступил в кружок революционной молодёжи, а затем в херсонскую организацию большевиков, был членом её городского комитета, неоднократно арестовывался, бежал в Николаев. Учился в гимназии, но был отчислен из предпоследнего класса. В 1906 году за «нарушение общественного порядка» был сослан в Архангельскую губернию, откуда бежал. Участвовал в акции по уничтожению судебных документов о восстании на броненосце «Князь Потёмкин-Таврический» в Севастополе. За революционную агитацию на кораблях Черноморского флота был осуждён и отбыл три года в херсонской тюрьме.
После выхода из тюрьмы работал журналистом, в 1911—1914 годах редактировал социал-демократическую газету «Юг» в Херсоне (редактор, № 751—837; соредактор с С. М. Картом, № 909—978; под своим настоящим именем Абрам-Герш Борухович Гибс). После 1917 года работал в Наркомпроде и Госиздате, заведующим финансовым отделом Госторга РСФСР и Кишпромторга, публиковался в журнале «Наши достижения», был корреспондентом газеты «За индустриализацию».
С 1930 года — профессиональный писатель, с этого времени публиковался под псевдонимом «Г. Адамов». 
В 1934 году начал писать произведения для детей и юношества, сначала рассказы, затем повести и романы.
Похоронен в Москве на Введенском кладбище.
Семья
Сын — Аркадий Григорьевич Адамов, писатель детективного жанра.

## Литературная деятельность
Журналистскую деятельность начал, редактируя газету «Юг» (1911—1914). В 1931 году выпустил сборник рассказов и очерков «Соединённые колонны».
Известен главным образом своими научно-фантастическими произведениями, которые можно отнести к «фантастике ближнего прицела». Первая научно-фантастическая публикация — «Рассказ Диего» (1934). Рассказы «Авария» (1935) и «Оазис Солнца» (1936) посвящены энергетике будущего в Заполярье и Каракумах. Теме овладения источниками энергии посвящён и первый научно-фантастический роман писателя «Победители недр» (1937), основу сюжета которого составляет путешествие на «подземоходе» и сооружение подземной электростанции в глубинах Земли. После опубликования роман заслужил положительную оценку академика В. А. Обручева.
Самое известное произведение Г. Адамова — роман «Тайна двух океанов» (1938; 1939), повествующий о плавании из Ленинграда во Владивосток «чуда советской науки и техники» — подводной лодки «Пионер». Как и большинство предвоенных произведений, роман выдержан в духе времени: шпион-предатель среди экипажа, борьба с «агентами империализма», успешное выполнение приказов партии и правительства, популярные лекции по науке и технике, благодарным слушателем которых выступает пионер Павлик, подобранный на льдине в Атлантическом океане. В 1956 году роман был экранизирован. Автор сосредотачивает своё внимание на выдуманных технических новинках, что нередко идёт в ущерб обрисовке персонажей.
В 1940 году Г. Адамов приступил к работе над новым романом — «Изгнание владыки» (фрагмент — «В Арктике будущего», 1941), посвящённым теме обогрева северных территорий путём повышения температуры Гольфстрима. Он совершил путешествие в Арктику, начал сбор материалов. Роман был издан в 1946 году, уже после смерти писателя.

## Переводные издания
- Das Geheimnis zweier Ozeane (на немецком языке). М.: Прогресс (Verlag Progreß), 1948, 1962, 1966, 1978, 1980 и 1982; Берлин: Verlag Neues Leben, 1956 и 1959.
- Taina celor doua oceane (на румынском языке). Бухарест: Editura Tinereţului, 1957.
- Kahe ookeani saladus (на эстонском языке). Таллин: Eesti Riiklik Kirjastus, 1957.